# Карабулак (Кегенский район)
Карабулак (каз. Қарабұлақ) — село в Кегенском районе Алматинской области Казахстана. Входит в состав Карабулакского сельского округа. Код КАТО — 195849300.

## Население
В 1999 году население села составляло 734 человека (398 мужчин и 336 женщин). По данным переписи 2009 года, в селе проживало 900 человек (478 мужчин и 422 женщины).
В селе родился акын Болтирик Атыганулы (1870—1928).